# 丁光訓
丁 光訓（てい こうくん、ティン・クアンシュン、簡体字: 丁光训、拼音: Ding Guangxun、ウェード式：Ting Kuang Hsun、英文：K.H. Ting、1915年9月20日 - 2012年11月22日）は、中国の宗教家。
もと中華聖公会主教（上海）で、中国の合同プロテスタント教会組織である中国基督教協会および中国基督教三自愛国運動委員会の会長を長らく務め（1981年 - 1996年）、後に名誉会長となる。全国政治協商会議の副主席も務めた。 中国のプロテスタント教会を代表する人として、国内はもとより、海外でも「Bishop Ting」（ティン主教）としてよく知られている。
以下はWikipedia中国語版をもとに作り、Wikipedia英語版その他も参考にした。

## 生い立ち
上海生まれ。本籍は浙江省舟山。母方の伯父に聖公会の司祭がいた。1937年、上海聖ヨハネ大学で文学学士を得て、YMCA（基督教青年会）で奉仕した。

## 神学教育と海外生活
1942年、聖ヨハネ大学で神学学士を得て、聖公会で青年活動を担当し、この間に郭秀梅と結婚。1946年カナダに渡り、翌年にかけてカナダのキリスト教学生運動に関係し、その後米国ニューヨークに移り、コロンビア大学ティーチャーズ・カレッジ（Teachers' College）とユニオン神学校（Union Theological Seminary）で学び、両校より文学修士号を得て、1948年から1951年にかけてスイスのジュネーヴで世界キリスト教学生同盟（World Student Christian Federation）で奉仕した。

## 中国帰国、主教への聖別、三自愛国運動
1951年末、中国に帰還し、呉耀宗などが始めていた基督教三自愛国運動に参加する。まず、上海で広学社（キリスト教関係出版社）で働き、1953年初めに南京の金陵協和神学院（南京ユニオン神学校）の院長を務め、1954年に中国基督教三自愛国運動委員会が設立されると、その常務委員に選ばれた。1955年には、丁光訓司祭と王神蔭司祭は英国聖公会に関連した中華聖公会の、それぞれ浙江教区と山東教区の主教に聖別されている。

## 文化大革命とその後
1966年に文化大革命が始まると、あらゆる職務を失い、また南京市近郊へ下放され、金陵協和神学院の院長のみを務め、1970年代末になってようやく重要な職務に復帰している。1980年には基督教両会（中国基督教協会と三自愛国運動委員会）の会長に就任した。聖公会はすでに中国には存在しないが、主教の聖職は保留している。1985年には、文化大革命中の反省から始まった、中国プロテスタント教会の慈善・社会活動機関である愛徳基金会の会長も務めた。1997年初め以降は、基督教両会の名誉会長に退いている。全国政治協商会議の副主席、全国人民代表大会の代表委員も務める。

## 神学思想、称賛と批判
1993年以降、プロテスタント教会に主流的な「保守的、後進的」神学思想を批判し、「積極的、開放的、包容的、能動的」な神学を建設することを主張し、「信ずることが義」および「信者と不信者の対立」の教義を主張して、「論理型、サービス型、理性」の神学思想を説く。YMCA仲間で三自愛国運動の提唱者とされる呉耀宗については、「彼は（ユダヤ人以外への宣教を進めた）聖パウロに匹敵するような働きをした。」（括弧内は引用者の挿入）とまでいっている。
プロテスタント教会がさらなる分派を年々繰り返す中で、エキュメニカルな、宗派のない（post-denominational）プロテスタント教会へ導いたことへ称賛が高い一方、その過程で為政者（中国共産党）に迎合し、分派、少数派を無視または抑圧したことへの批判も特に海外ではあり、また異端視する人もいる。

## 世界との連携
多くの問題をかかえながらも中国のプロテスタント・キリスト教会が確立したいま、世界との連携にも多くの時間をさいている。中国基督教協会は世界教会協議会（WCC）の一員で、毎年のように中国の聖職者の海外訪問、海外からの訪問の受け入れも行なっている。また、愛徳基金会の社会的弱者・香港地域への援助には、外国の資金的、人材的な援助も受け入れている。愛徳印刷会社は聖書協会世界連盟の一員で、その技術的・資金的援助で、世界一の聖書出版所となっている。これらの活動に中国のプロテスタント教会の重鎮として、参加ないしは始動をしている。最近、彼の著作集が米国でも発行されている。
日本との関係でも、中国の聖職者の訪問団は日本キリスト教協議会（NCC-J）を通して行なわれ、また愛徳基金会の貧困地域への日本語教師の派遣は、ほぼ毎年NCC-J中国委員会を通して行われている。日本の大学から名誉博士号の授与のリクエストにも応じている。
2012年11月22日、江蘇省南京市で死去。97歳没。

## 参考
- 丁光訓著「中国のキリスト者はかく信ず」 (新教新書、1984年)
- K. H. Ting, "God is Love: Collected Writings of Bishop K. H. Ting (Cook Communications Ministries International, 2004), PP. 621.
- Philip L. Wickeri, "Reconstructing Christianity in China: K.H. Ting and the Chinese Church" (Orbis Books, 2007), PP. 516.